# Jaktens Tid
Albums de Finntroll
Midnattens Widunder Visor Om Slutet
Jaktens tid (« Le temps de la chasse ») est le deuxième album studio du groupe de folk metal finlandais Finntroll, sorti le 18 septembre 2001 chez Spinefarm Records.

## Titres

### En suédois
1. Krig
2. Födosagan
3. Slaget vid Blodsälv
4. Skogens Hämnd
5. Jaktens Tid
6. Bakom Varje Fura
7. Kitteldags
8. Krigsmjöd
9. VargTimmen
10. Kyrkovisan
11. Den Hornkrönte Konungen
12. Aldhissla
13. Tomhet och Tystnad Härska

### En français
1. Guerre
2. Le Récit de la naissance
3. La Bataille à la Rivière de Sang
4. La Revanche de la forêt
5. Le Temps de la chasse
6. Derrière chaque pin
7. L'Heure du chaudron
8. L'Hydromel de guerre
9. L'Heure du loup
10. Le Chant d'église
11. Le Roi cornu
12. Aldhissla
13. Le Règne du silence et du vide

## Musiciens

### Officiels
- Trollhorn : clavier
- Somnium : guitare
- Katla : chant
- B. Dominator : batterie, chœurs
- Skrymer : guitare
- Tundra : basse, chœurs

### Invités
- Jonne Järvelä : chant, chœurs
- Hanky Bannister : banjo
- Vicar Tapio Wilska : murmures en latin